# Angie Everhart
Angela Kay Everhart, più nota come Angie Everhart (Akron, 7 settembre 1969), è un'attrice, supermodella, conduttrice televisiva e conduttrice radiofonica statunitense.

## Carriera
È di origini inglesi e tedesche.

### Attrice
La sua carriera di attrice è cominciata nel 1993 con un ruolo in Last Action Hero - L'ultimo grande eroe. Ha quindi preso parte a diversi altri film, tra i quali 9 settimane e ½ - La conclusione (1997), sequel del noto film di Adrian Lyne, e ha girato il film Bugs (2003) nei panni della dottoressa Emily Foster.

### Modella
Angie Everhart inizia la sua carriera di modella alla fine degli anni '80, facendo parte dei volti del fenomeno delle supermodelle di inizio anni '90. Compare sulle copertine di Elle, Marie Claire, Glamour, Cosmopolitan, Sports Illustrated Swimsuit Issue, Playboy, diventa il volto dei marchi Yves Saint Laurent, Thierry Mugler, J.Crew, La Perla. Calca le passerelle di alta moda delle maison Yves Saint Laurent, Alberta Ferretti, Chantal Thomass, Genny, Claude Montana, Christian Dior.

### Lingerie football
Nel 2004 ha preso parte al Lingerie Bowl, giocando nel Team Euphoria, del quale era la capitana.

### Conduttrice televisiva e radio
Dal 14 settembre al 21 dicembre 1991 presenta 12 puntate del programma Notte Rock Hit Parade su Rai 1. A partire dal 2006 fino al 2009 divide con Marla Maples e Shar Jackson la conduzione del reality show The Ex-Wives Club sulla ABC. Nel 2012 presenta con Greg Wilson Hot N Heavy, una trasmissione radio in podcast in onda su Toad Hop Network.

## Vita privata
Angie Everhart, dopo aver avuto una relazione con Sylvester Stallone, si sposò con Ashley Hamilton, ma il matrimonio ebbe breve durata, durando solamente dal dicembre 1996 al marzo 1997. Tra il 2007 e il 2008 è stata fidanzata con l'attore e musicista Joe Pesci.

## Filmografia

### Cinema
- Last Action Hero - L'ultimo grande eroe (Last Action Hero), regia di John McTiernan (1993)
- Jade, regia di William Friedkin (1995)
- Il piacere del sangue (Bordello of Blood), regia di Gilbert Adler (1996)
- Il tempo dei cani pazzi (Mad Dog Time), regia di Larry Bishop (1996)
- 9 settimane e ½ - La conclusione (Love in Paris), regia di Anne Goursaud (1997)
- Trappola per il presidente (Executive Target), regia di Joseph Merhi (1997)
- Denial, regia di Adam Rifkin (1998)
- Welcome to Hollywood, regia di Tony Markes e Adam Rifkin (1998)
- Il fiore del silenzio (The Gardener), regia di James D.R. Hickox (1998)
- Vendette parallele (BitterSweet), regia di Luca Bercovici (1999)
- Running Red, regia di Jerry P. Jacobs (1999)
- In pericolo di vita (The Stray), regia di Kevin Mock (2000)
- Gunblast Vodka, regia di Jean-Louis Daniel (2000)
- Point Doom, regia di Art Camacho (2000)
- Camera, regia di Richard Martini (2000)
- L'ora della violenza 4 (The Substitute: Failure Is Not an Option), regia di Robert Radler (2001)
- Sexual Predator (Last Cry), regia di Robert Angelo e Rob Spera (2001)
- Heart of Stone, regia di Dale Trevillion (2001)
- Testimone nudo (Bare Witness), regia di Kelley Cauthen (2002)
- Real Deal - Patto Di Sangue (The Real Deal), regia di Tom Burruss (2002)
- Bandido, regia di Roger Christian (2004)
- Cloud 9, regia di Harry Basil (2006)
- Payback, regia di Eric Norris (2007)
- The Unknown Trilogy, regia di Brian Cavallaro e Sal Mazzotta (2007, segmento "Gone")
- Bigfoot, regia di Kevin Tenney (2009)
- Take Me Home Tonight, regia di Michael Dowse (2011)
- Blunt Movie, regia di Jason Bunch (2013)
- The Wedding Pact, regia di Matt Berman (2014)
- Downward Twin, regia di Buz Wallick (2018)

### Televisione
- D.R.E.A.M. Team, regia di Dean Hamilton (1999)
- Caccia al killer (1st to Die), regia di Russell Mulcahy (2003)
- Wicked Minds, regia di Jason Hreno (2003)
- Bugs, regia di Joseph Conti (2003)
- La culla vuota (The Cradle Will Fall), regia di Rob W. King (2004)
- The Hollywood Mom's Mystery, regia di David S. Cass Sr. (2004)

### Serie TV
- Adrenaline TV (1999)